# Svatý Maelrhys
Svatý Maelrhys byl waleský mnich ze 6. století.
Je možné, že byl bratrem svatého Cadfana. Stal se mnichem opatství Enlli.
Ve vesnici Llanfaelrhys se nachází jemu zasvěcená kaple. Podle legendy přišli do kaple dva zloději, kteří za trest zkameněli. U cesty do kaple se nacházely dva kameny s názvem Lladron Maelrhys.
Jeho svátek se připomíná 1. ledna.